# Mariannenbahn

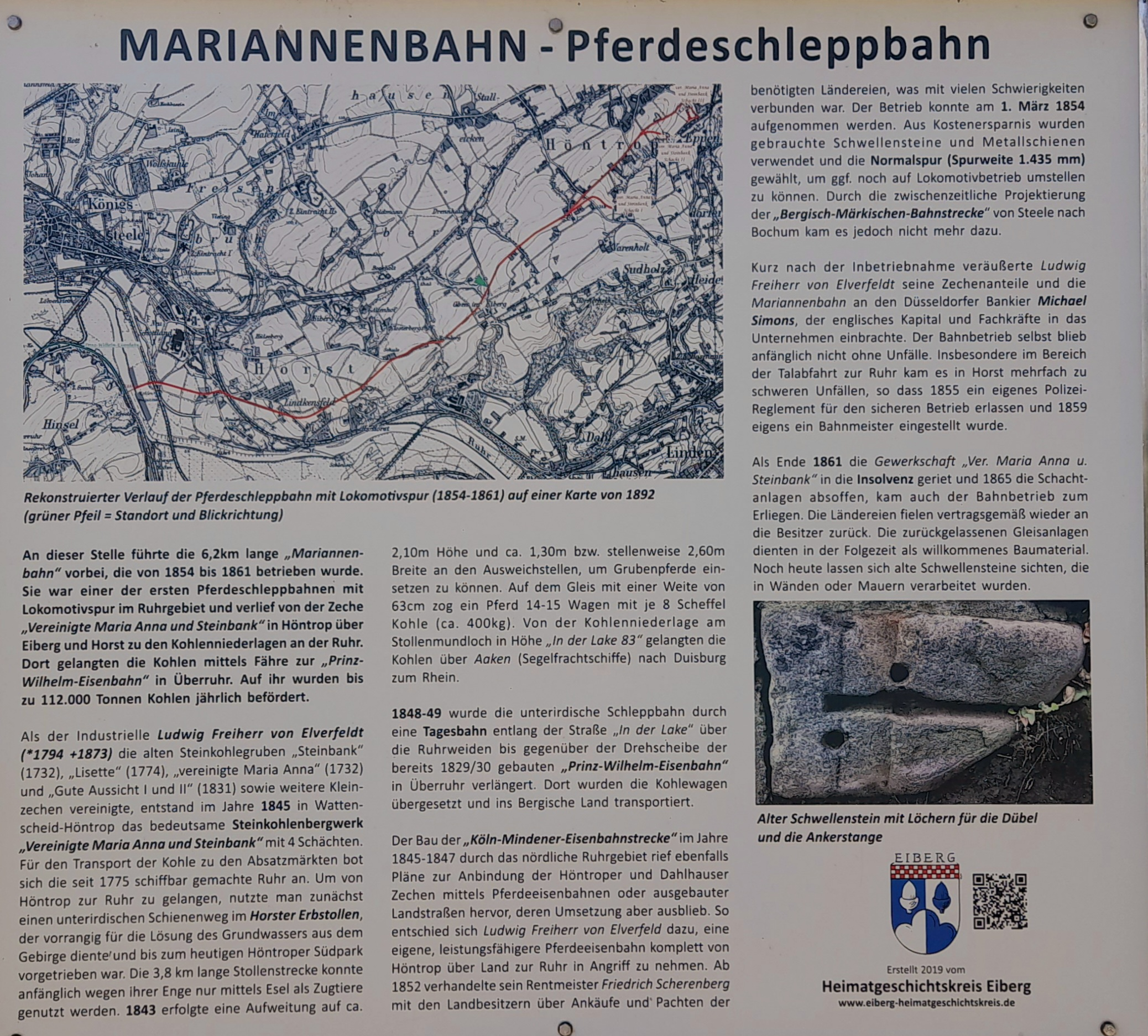
Gedenktafel zur Mariannenbahn am Stalleikenweg, Höntrop

Die Mariannenbahn war eine von 1854 bis 1861 betriebene Pferdeschleppbahn mit Lokomotivspur, die dem Steinkohlentransport von Höntrop, heute Teil des Stadtbezirks Wattenscheid in Bochum, über Eiberg und Horst nach Steele, heute Teile von Essen, diente.

## Geschichte
Die Zeche Vereinigte Maria Anna Steinbank in Höntrop, kurz Zeche Marianne genannt, nutzte zunächst einen unterirdischen Schienenweg im Horster Erbstollen, um die geförderte Steinkohle zur bereits 1775 schiffbar gemachten Ruhr zu transportieren. Auf diesem 1843 baulich vergrößerten Schienenstrang wurden bis dahin mit Eseln, dann mit Grubenpferden bis zu 15 Wagen mit je 400 kg Kohle zum Stollenmundloch an der Ruhr, nahe der Straße In der Lake gezogen. Von dort gelangte die Kohle auf Schiffen, den so genannten Ruhraaken, bis nach Duisburg und von dort weiter über den Rhein.
1848 bis 1849 verlängerte man diese unterirdische Pferdeschleppbahn übertage über die Straße In der Lake weiter bis nach Steele. Dort gelangte die Kohle per Fähre ans linke Ruhrufer, wo es eine Drehscheibe der Prinz-Wilhelm-Eisenbahn gab. Mit ihr ging der Transport weiter ins Bergische Land. Gewerke der Zeche Vereinigte Maria Anna Steinbank sahen zunächst einen Eisenbahnanschluss an die Köln-Mindener Eisenbahn in Gelsenkirchen vor. Nachdem dieses Vorhaben scheiterte, ließen sie die insgesamt 6,2 Kilometer lange Mariannenbahn übertage als Pferdeschleppbahn von Höntrop über Eiberg und Horst nach Steele errichten. Sie ging am 1. März 1854 in Betrieb. Da der Anschluss in Normalspur ausgeführt war, baute man die Gleise der Mariannenbahn bis ins Ruhrtal ebenfalls in Normalspur auf meist gebrauchten Sandsteinschwellen auf, um nach Beladung der Waggons auf der Zeche ein weiteres Umladen zu vermeiden.
Der steile Abschnitt von Höntrop ins Ruhrtal führte zu mehreren Unfällen. Daraus resultierend wurde 1855 ein eigenes Polizei-Regelement erlassen und ein Bahnmeister eingestellt. Als die Zeche Vereinigte Maria Anna Steinbank 1861 insolvent wurde und absoff, wurde die Mariannenbahn stillgelegt. Die Ländereien kamen zurück an ihre einstigen Besitzer. Die Gleise und Schwellen dienten später als Baumaterial.

## Heutige Situation
Von der einstigen Bahntrasse sind keine erkennbaren Relikte mehr vorhanden. Lediglich einige verbaute Schwellensteine in Mauern sind noch auffindbar.
In Essen-Horst gab es bis 1974 in Erinnerung an diese Pferdebahn eine Straße namens Mariannenbahn, die damals dem Bau der Hochhaussiedlung Hörsterfeld weichen musste. Seit 2013 erinnert in einem Neubaugebiet in Essen-Horst nahe am ursprünglichen Trassenverlauf wieder eine Mariannenbahn genannte Straße daran.